# Ардичи
Ардичи — деревня в Юрьянском районе Кировской области в составе Великорецкого сельского поселения.

## География
Находится на расстоянии примерно 20 километров на юго-запад от районного центра поселка Юрья.

## История
Известна с 1719 года, когда здесь (тогда деревня Чупраковская) было учтено 3 души мужского пола, в 1764 31 житель. В 1873 году учтено дворов 6 и жителей 46, в 1905 11 и 98, в 1926 13 и 68, в 1950 13 и 36 соответственно, в 1989 году 7 жителей.

## Население
Постоянное население составляло 1 человек (русские 100 %) в 2002 году, 4 в 2010.